# Brian Impellizzeri
Brian Lionel Impellizzeri (30 de julio de 1998) es un deportista argentino que compite desde 2017 en atletismo adaptado. Se especializa en la prueba de Salto de longitud

Ganó dos medallas en los Juegos Paralímpicos de Verano, plata en Tokio 2020 y oro en París 2024. Además, participó en los Juegos Parapanamericanos de Lima 2019, dónde obtuvo la medalla de oro en la prueba de Salto de longitud con una marca de 6,21 metros realizando el Récord de campeonato Parapanamericano, la medalla de Plata en los 100 metros planos y medalla de Bronce en los 200 metros planos .

## Palmarés internacional
| Juegos Paralímpicos      | Juegos Paralímpicos | Juegos Paralímpicos | Juegos Paralímpicos   |
| Año                      | Lugar               | Medalla             | Prueba                |
| ------------------------ | ------------------- | ------------------- | --------------------- |
| 2020                     | Tokio (Japón)       | Medalla de plata    | Salto de longitud T37 |
| 2024                     | París (Francia)     | Medalla de oro      | Salto de longitud T37 |
| Campeonatos Mundiales    |                     |                     |                       |
| Año                      | Lugar               | Medalla             | Prueba                |
| 2023                     | París, Francia      | Medalla de oro      | Salto de longitud T37 |
| Juegos Parapanamericanos |                     |                     |                       |
| Año                      | Lugar               | Medalla             | Prueba                |
| 2019                     | Lima, Perú          | Medalla de oro      | Salto de longitud T37 |
| 2019                     | Lima, Perú          | Medalla de plata    | 100 metros llanos T37 |
| 2019                     | Lima, Perú          | Medalla de bronce   | 200 metros llanos T37 |